# Cytheromorpha molniai
Cytheromorpha molniai är en kräftdjursart som beskrevs av Brouwers 1990. Cytheromorpha molniai ingår i släktet Cytheromorpha och familjen Loxoconchidae. Inga underarter finns listade i Catalogue of Life.